# Aequorlitornithes
Aequorlitornithes es un clado de aves acuáticas recuperado en un exhaustivo estudio genómico sistemático con casi 200 especies en 2015. Contiene los clados Charadriiformes (limícolas y aves playeras), Mirandornithes (flamencos y zampullines) y Phaethoquornithes (Eurypygimorphae y Aequornithes). Estudios previos han encontrado una ubicación diferente para los clados en el árbol filogenético.
|  | Mirandornithes  |
|  |                 |
|  | Charadriiformes |
|  |                 |

|  | Eurypygimorphae |
|  |                 |
|  | Aequornithes    |
|  |                 |

|  | Mirandornithes  |
|  |                 |
|  | Charadriiformes |
|  |                 |

|  | Eurypygimorphae |
|  |                 |
|  | Aequornithes    |
|  |                 |

Un estudio de 2024 utilizó Aequorlitornithes para un clado similar, que recuperaron como parte de Aquaterraves. Este clado también incluía a Opisthocomiformes y excluía a Charadriiformes, que recuperaron en Litusilvanae, un clado nuevo dentro de Aquaterraves, que también incluía a Gruiformes y Caprimulgimorphae.